# Prodemoticus moderatus
Prodemoticus moderatus là một loài ruồi trong họ Tachinidae.